# Relações Níger-Nigéria
As relações Níger-Nigéria referem-se à relação atual e histórica entre o Níger e a Nigéria, dois países vizinhos da África Ocidental. As relações baseiam-se numa longa fronteira partilhada e em interações culturais e históricas comuns.

## História compartilhada
A fronteira 1,5 mil quilômetros entre o Níger, a norte, e a Nigéria, a sul, atravessa uma das áreas mais densamente povoadas de ambas as nações. Culturalmente, o centro e o oeste desta fronteira dividem a parte norte da Hausaland : o lar do povo Hausa . Antes da virada do século XX, não havia fronteira formal aqui, mas a linha atual é aproximadamente o trecho norte do Califado de Sokoto do século XIX. As cidades-estado ao sul desta região - como Katsina, Kano e Sokoto - foram aliadas em um sistema de estados islâmicos de jihad Fulani. As áreas ao norte — Maradi, o estado refugiado de Gobir, e o Sultanato de Damagaram — resistiram ao califado de Sokoto. Ambas as áreas eram culturalmente Hausaphone no centro e oeste, e Kanuri no leste. No leste, ambos os lados da fronteira atual tinham feito parte do Império Bornu .
A expansão do imperialismo francês e britânico no período 1890-1905 demarcou a linha que se tornaria a moderna fronteira Níger-Nigéria. Durante o domínio colonial, as línguas francesa e inglesa foram implantadas em cada lado da fronteira, juntamente com tradições culturais, educacionais e políticas. Os interesses rivais franceses e britânicos significaram que durante grande parte do período colonial o comércio e as relações através desta fronteira foram dissuadidos.
O Níger, totalmente sem litoral, teve acesso ao mar através de outras colônias francesas da África Ocidental no atual Benin, no Togo e em pontos a oeste. De 1941 a 1943, a colónia francesa do Níger foi leal à França ocupada pelos alemães e a fronteira entre as colónias foi completamente fechada. Apesar disso, a língua Hausa comum e os laços culturais significaram que houve muito comércio informal e viagens ao longo da longa fronteira durante o período colonial. A fronteira entre Níger e Nigéria é a linha que limita os territórios do Níger e da Nigéria. De oeste para leste, começa na tríplice fronteira de ambos os países com o Benim, junto ao rio Níger, seguindo uma linha irregular até terminar cerca de 100 km a nordeste do lago Chade.
A expansão dos impérios francês e britânico no período 1890-1905 iria demarcar a linha que se tornaria a moderna fronteira Níger-Nigéria. Durante a época colonial, os franceses e britânicos promoveram o uso das respectivas línguas de cada lado da fronteira, bem como tradições culturais, educativas e políticas. Os interesses rivais de ambos significaram que durante o período colonial as relações entre ambas as zonas fossem desencorajadas.
Hoje trata-se de uma fronteira muito fácil de cruzar por via ilegal, e pela qual circulam mercadorias e se faz tráfico de seres humanos.

## Desenvolvimento de relações bilaterais
Desde a independência em 1960, os dois estados mantiveram relações estreitas. Cada lado baseou as relações diplomáticas na não interferência nos assuntos internos do outro. Durante a Guerra Civil Nigeriana, o presidente do Níger Hamani Diori foi um mediador ativo no conflito.
Cada lado também apelou fortemente às suas antigas potências coloniais para apoio na defesa e, ao contrário das relações Nigéria- Camarões ou Nígero-Beninois, não houve conflitos fronteiriços graves. A língua e os laços culturais Hausa são fortes, mas há pouco interesse num estado pan-Hausa. A divisão do Lago Chade, embora forçada a recorrer à mediação entre o Chade, os Camarões, o Níger e a Nigéria, aguarda uma resolução formal e não tem sido uma fonte de tensão entre Niamey e Abuja .
A Nigéria tem uma embaixada em Niamey, enquanto o Níger mantém uma embaixada em Abuja.

## Comércio
As cidades do sul do Níger e do norte da Nigéria estão ligadas ao comércio transsaariano desde o período medieval. Cidades como Kano e Katsina são há muito tempo o terminal sul das redes comerciais que sustentam grande parte da economia do Níger. A Nigéria beneficia do comércio e das vendas agrícolas (especialmente do gado nigeriano levado para os mercados nigerianos), enquanto as rotas mais diretas do Níger para o comércio exterior são através dos sistemas ferroviários da Nigéria e do Benim.

## Acordos e organização
Cada nação desempenha papéis activos em organizações multilaterais continentais, é membro do bloco comercial da Comunidade Económica dos Estados da África Ocidental (CEDEAO), da União Africana, do Banco Africano de Desenvolvimento, da UEMOA, do CILSS, do Conselho de Entendimento e do ALG. Bilateralmente, as duas nações formaram a Comissão Mista de Cooperação Nigéria-Níger (NNJC), criada em março de 1971 com o seu Secretariado Permanente em Niamey, Níger.

## Ecologia
O abastecimento de água do Níger depende quase inteiramente de fontes transfronteiriças, enquanto o norte da Nigéria depende quase igualmente das águas do Rio Níger e do Lago Chade . Ambas as áreas enfrentam uma desertificação rápida e uma procura crescente de água . As duas nações são membros da Autoridade da Bacia do Níger (sucessora da Comissão do Rio Níger de 1964), da Comissão do Lago Chade e do Comité Misto Níger-Nigéria que se concentra especialmente nas questões de água e de desenvolvimento hídrico . As duas nações são signatárias do Acordo Enugu (3 de dezembro de 1977) sobre regulamentações comuns para a fauna e a flora entre os estados membros da Comissão da Bacia do Lago Chade (Camarões, Níger, Nigéria e Chade). Em 15 de Janeiro de 1990, as duas nações assinaram o Acordo de Abuja sobre o controlo da desertificação, promoção da conservação, utilização racional e desenvolvimento de terras, recursos hídricos, flora e fauna. O Acordo de Maiduguri, assinado em 18 de Julho de 1990, e alterado em 5 de Outubro de 1998, trata ainda do desenvolvimento, conservação e utilização dos recursos hídricos de bacias hidrográficas transfronteiriças. O Acordo de Maiduguri e o Acordo de Abuja são supervisionados pelo NNJC.

## Conflito de 2023
Após o golpe de estado no Níger em 2023, o presidente nigeriano, Bola Tinubu, defendeu a intervenção humanitária na crise do Níger em 2023 .